# Apasmarapurusha

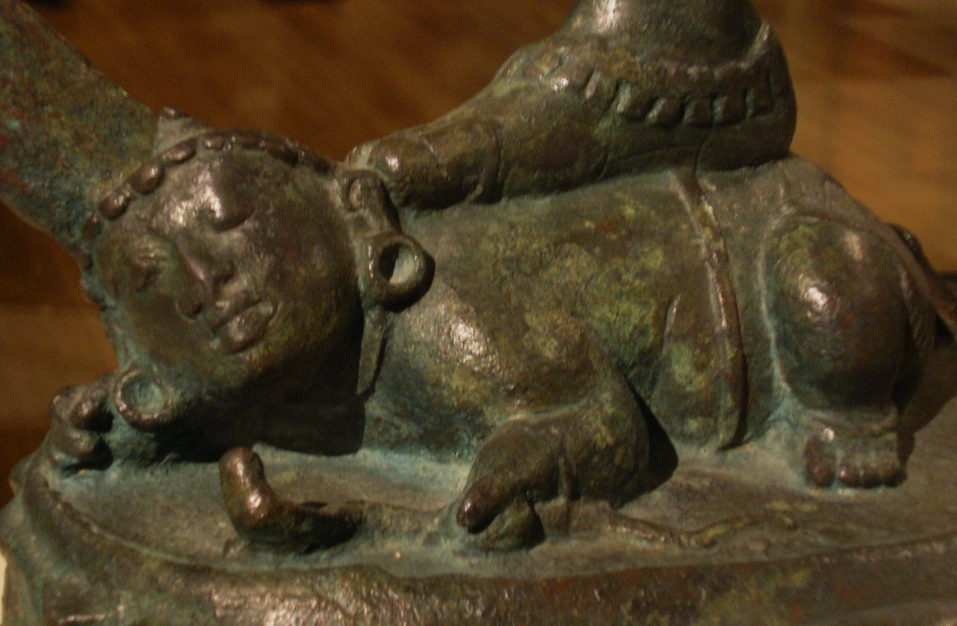
Apasmārapuruṣa écrasé par Shiva Natarāja

Apasmārapuruṣa (Apasmāra en anglais) dans la mythologie hindoue est un nain qui représente l’ignorance et l’épilepsie. Il est également connu sous le nom de Muyalaka ou Muyalakan.
Pour préserver le savoir dans le monde, Apasmārapuruṣa ne doit pas être tué. Le faire signifierait accéder au savoir sans effort, dévotion ni travail, ce qui amènerait à dévaluer le savoir sous toutes ses formes.
Afin de contenir Apasmārapuruṣa, Shiva a adopté la forme de Śrī Naṭarāja, seigneur de la danse, et il effectue la danse cosmique du Tāndava. Durant cette danse, Śrī Naṭarāja écrase Apasmārapuruṣa avec son pied droit. Comme Apasmārapuruṣa est un des rares démons immortels, il est considéré que Shiva conserve sa forme de Śrī Naṭarāja à tout jamais, supprimant Apasmārapuruṣa pour l’éternité.
Apasmārapuruṣa est généralement représenté avec les mains dans la position Añjali Mudrā. Il est souvent représenté dans cette posture malgré l’action de Shiva Natarãja.
Apasmāra est également une maladie nerveuse décrit en Ayurveda, connue comme étant l’épilepsie,. Selon Maharsi Charaka, il y a quatre formes d’apasmāra.

## Sources
- Dictionary of Hindu Lore and Legend  (ISBN 0-500-51088-1) par Anna Dallapiccola